# Úšava

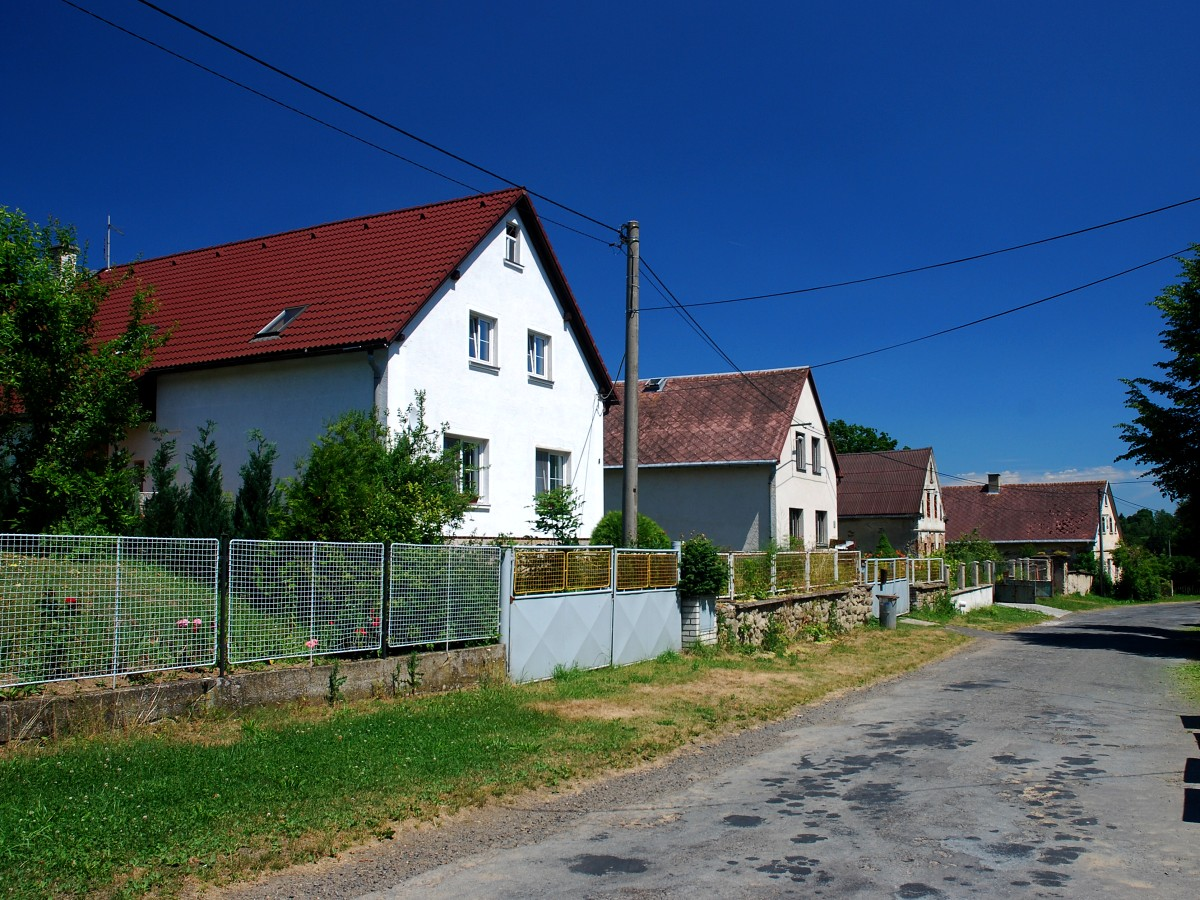
Häuser am Dorfplatz

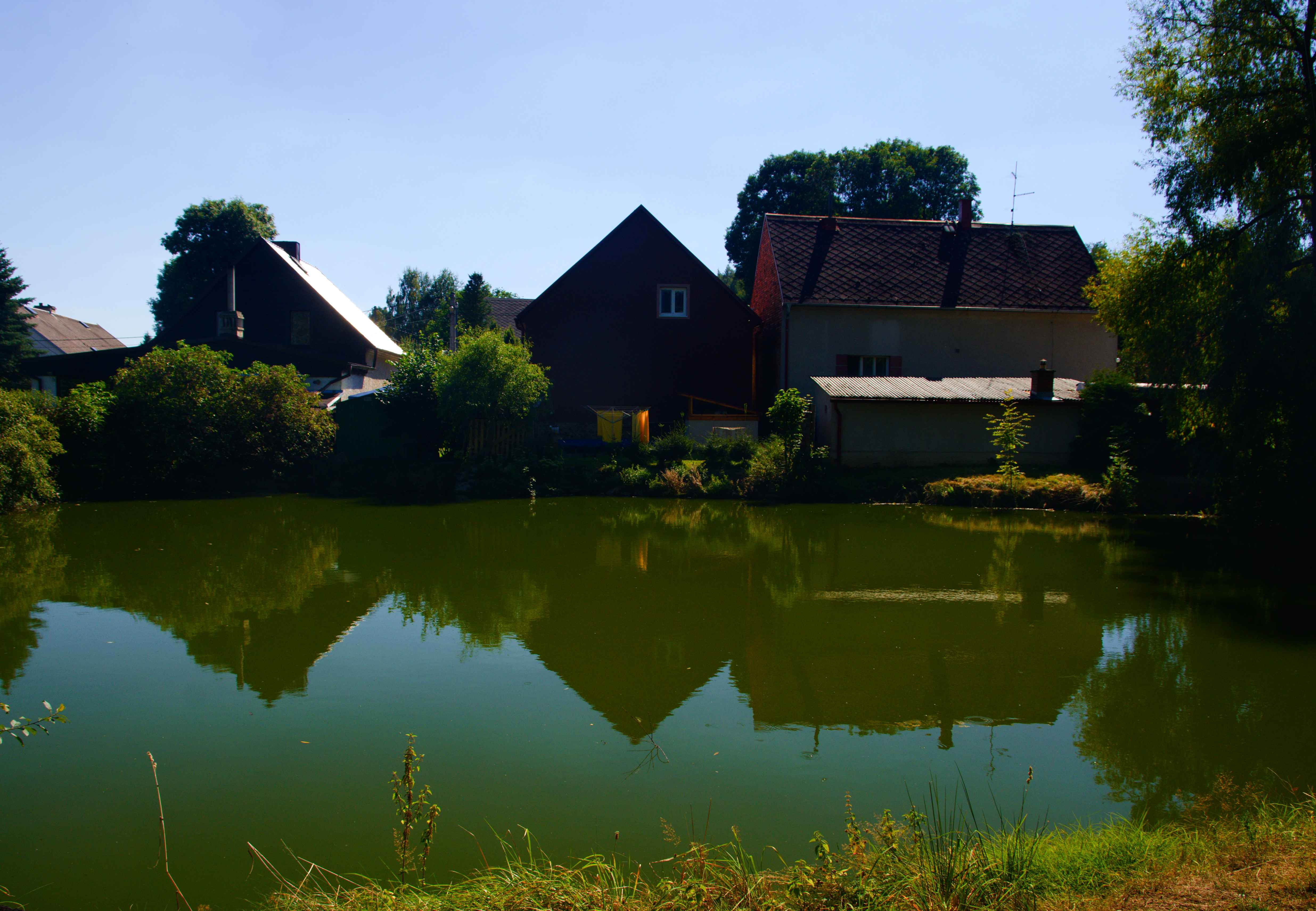
Dorfteich

Úšava (deutsch Uschau) ist ein Ortsteil der Gemeinde Staré Sedliště (Alt Zedlisch) in Tschechien. Er liegt sechseinhalb Kilometer südöstlich von Tachov (Tachau) und gehört zum Okres Tachov.

## Geographie
Das Platzdorf Úšava befindet sich in den Ausläufern des böhmischen Teils des Oberpfälzer Waldes (Český les) an einem linken Zufluss zum Sedlišťský potok (Kötschenbach). Südwestlich erhebt sich der Václavský kopec (Wenzeslaiberg, 676 m n.m.), im Westen der Úšavský vrch (Uschauer Berg, 680 m n.m.) und der Modřínový kopec (565 m n.m.) sowie nordwestlich der Rapotínský vrch (542 m n.m.). Am östlichen Ortsrand verläuft die Staatsstraße II/198 zwischen Tachov und Přimda. Durch Úšava führt der Fernwanderweg Zlatá stezka - Goldsteig. Das Dorf liegt am Rande des Naturparks Český les.
Nachbarorte sind Částkov im Norden, Lhotka und Tisová im Nordosten, Staré Sedliště im Osten, Mchov im Südosten, Nové Sedliště im Süden, Hošťka, Žebráky und Pořejov im Südwesten, Bažantov und Pastvina im Westen sowie Maršovy Chody und Velký Rapotín im Nordwesten.

## Geschichte
Die erste urkundliche Erwähnung des Dorfes erfolgte im Jahre 1353. Urschau bildete ein Lehngut, als dessen Besitzer sich verschiedene Adlige abwechselten. Herrensitz war eine Wasserfeste, die vermutlich unter den Rendl von Uschau zu einem kleinen Schloss umgebaut wurde. In der zweiten Hälfte des 16. Jahrhunderts erwarb der königliche Richter Johann Sebastian Pergler von Perglas das Gut Urschau. Wegen der Teilnahme am Ständeaufstand von 1618 verlor Perglers Neffe nach der Schlacht am Weißen Berg den Besitz. Danach wurde das nur aus dem gleichnamigen Dorf bestehende Gut an verschiedene größere Herrschaften angeschlossen und mit dem benachbarten Gut Purschau vereinigt. Nachdem Adam Philipp Losy von Losinthal 1728 das vereinigte Gut Purschau-Urschau von Franz Ignaz von Wunschwitz gekauft hatte, verband er es mit der Herrschaft Tachau. 1785 standen in Urschau bzw. Ueržan 29 Häuser.
Im Jahre 1835 bestand das im Pilsner Kreis gelegene Dorf Urschau, zumeist jedoch Uschau genannt, aus 50 Häusern mit 320 deutschsprachigen Einwohnern, darunter einer jüdischen Familie. Im Ort gab es eine mit einem Hilfslehrer versehene Schule. Das Schloss und der Meierhof bestanden nicht mehr; die Gebäude wurden emphyteutisiert und die Felder den Bauerngütern zugeteilt. Pfarrort war Alt Zedlisch. Bis zur Mitte des 19. Jahrhunderts blieb das Dorf der Herrschaft Tachau untertänig, Besitzer waren die Grafen Windisch-Graetz. 
Nach der Aufhebung der Patrimonialherrschaften bildete Uschau / Oušava ab 1849 eine Gemeinde im Gerichtsbezirk Tachau. Ab 1869 gehörte Uschau zum Bezirk Tachau. Zu dieser Zeit hatte das Dorf 317 Einwohner und bestand aus 54 Häusern. In den 1880er Jahren erfolgte eine Änderung des tschechischen Ortsnamens in Oušova, seit der Jahrhundertwende wird Úšava verwendet. Im Jahre 1900 lebten in Uschau 309 Personen, 1910 waren es 335. Nach dem Zusammenbruch der k.k. Monarchie wurde das Dorf 1918 Teil der neu gebildeten Tschechoslowakei. Beim Zensus von 1921 lebten in den 61 Häusern der Gemeinde 312 Personen, davon 309 Deutsche. In den 1920er Jahren entstand an der Straße nach Alt Zedlisch die Siedlung Neu Uschau / Nová Úšava, die von Alt Zedlisch nur durch den Kötschenbach getrennt war. Im Jahre 1930 bestand Uschau aus 82 Häusern und hatte 335 Einwohner; 1939 waren es 365. Nach dem Münchner Abkommen wurde die Gemeinde im Herbst 1938 dem Deutschen Reich zugeschlagen und gehörte bis 1945 zum Landkreis Tachau. Nach dem Ende des Zweiten Weltkrieges wurde Úšava wieder Teil der Tschechoslowakei. Die deutschböhmische Bevölkerung wurde vertrieben und das Dorf mit Tschechen wiederbesiedelt. Im Jahre 1950 lebten in den 71 Häusern von Úšava 221 Personen. Mit Beginn des Jahres 1961 erfolgte die Eingemeindung nach Staré Sedliště. Im Jahre 1970 hatte Úšava 195 Einwohner. Im Jahre 1991 lebten in den 48 Wohnhäusern von Úšava 136 Personen. Beim Zensus von 2011 bestand das Dorf aus 51 Häusern und hatte 141 Einwohner.

## Ortsgliederung
Úšava gliedert sich in die Ortslagen Nová Úšava und Stará Úšava. Der Ortsteil bildet einen Katastralbezirk.

## Sehenswürdigkeiten
- Kapelle an der Straße nach Nová Úšava